# Cantone di La Beauce
Il Cantone di La Beauce è una divisione amministrativa dell'Arrondissement di Blois e dell'Arrondissement di Vendôme.
È stato costituito a seguito della riforma approvata con decreto del 21 febbraio 2014, che ha avuto attuazione dopo le elezioni dipartimentali del 2015.

## Composizione
Comprende i 43 comuni di:
- Autainville
- Avaray
- Baigneaux
- Beauvilliers
- Binas
- Boisseau
- Briou
- La Chapelle-Saint-Martin-en-Plaine
- La Colombe
- Conan
- Concriers
- Courbouzon
- Cour-sur-Loire
- Épiais
- Josnes
- Lestiou
- Lorges
- La Madeleine-Villefrouin
- Marchenoir
- Maves
- Membrolles
- Mer
- Muides-sur-Loire
- Mulsans
- Oucques
- Ouzouer-le-Marché
- Le Plessis-l'Échelle
- Prénouvellon
- Rhodon
- Roches
- Saint-Laurent-des-Bois
- Saint-Léonard-en-Beauce
- Sainte-Gemmes
- Semerville
- Séris
- Suèvres
- Talcy
- Tripleville
- Verdes
- Vievy-le-Rayé
- Villeneuve-Frouville
- Villermain
- Villexanton